# Dacus pullus
Dacus pullus är en tvåvingeart som först beskrevs av Hardy 1982.  Dacus pullus ingår i släktet Dacus och familjen borrflugor. Inga underarter finns listade i Catalogue of Life.